# Рургау
Рургау или Диуспурггау (на немски: Ruhrgau, Duisburggau) е средновековно франкско гауграфство на Долен Рейн и на Долен Рур. Принадлежи на фамилиите Конрадини и Ецони.

## История
Към Рургау са принадлежали териториите на днешните градове Есен, Дуйсбург и Мюлхайм ан дер Рур, на десния бряг на река Рейн до вливането на река Рур в Рейн до Дуйсбург. Съставено е, след като франките покоряват саксите и превземат вероятно дясната част на „Рипуариягау“. Още през 9 век Рургау често е споменавано като „Рипуария“.
Не трябва да се бърка с франкското гауграфство „Рургау“ (Rurgau) на Долен Рур с днешните градове Дюрен и Ешвайлер.

## Графовете в Рургау
- Ото († сл. 918), 904 граф в Рургау, 912 граф на среден Лан (Лангау), брат на германския крал Конрад I (Конрадини)
- Еренфрид II († пр. 970), 942 граф в Цюлпихгау, 950 граф в Рургау (Ецони)
- Герхард Фламенс († 1082), граф в Рургау 1057, граф в Хатуариергау 1067 (Хатуари)
- Херман II († 1085), пфалцграф на Лотарингия, 1061 – 1085, граф в Рургау и Цюлпихгау, граф на Брабант, внук на Хецелин (Ецони)
- Бернхер, споменат 1093 и 1115